# Puyoô
Puyoô is een gemeente in het Franse departement Pyrénées-Atlantiques (regio Nouvelle-Aquitaine). De plaats maakt deel uit van het arrondissement Pau. Puyoô telde op 1 januari 2022 1.089 inwoners.

## Geografie
De oppervlakte van Puyoô bedroeg op 1 januari 2022 9,32 vierkante kilometer; de bevolkingsdichtheid was toen 116,8 inwoners per km².

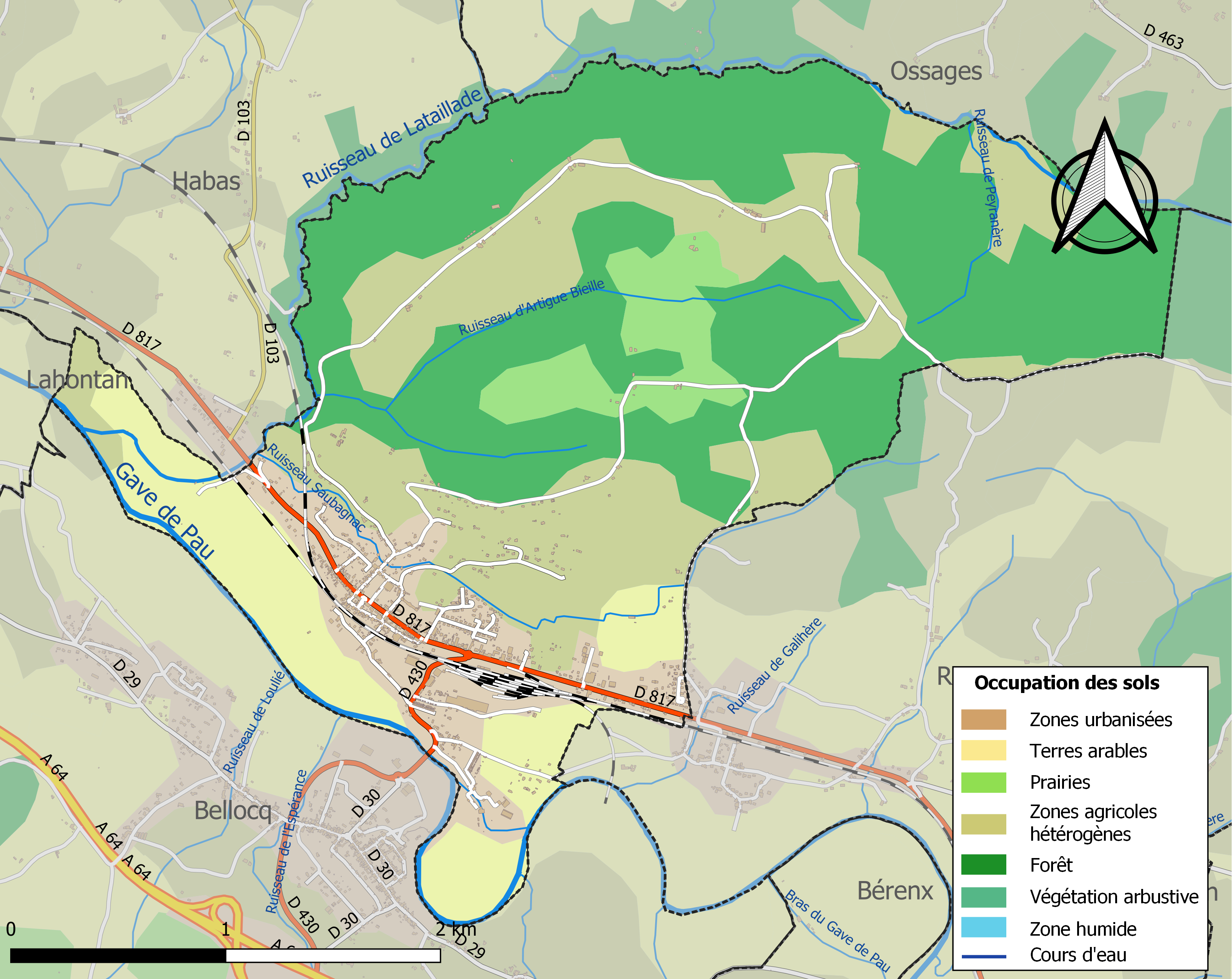
Kaart van de gemeente met belangrijkste infrastructuur, bodemgebruik en omliggende gemeenten

## Verkeer en vervoer
In de gemeente ligt spoorwegstation Puyoô.

## Demografie
Onderstaande figuur toont het verloop van het inwonertal (bron: INSEE-tellingen).